# Avenida Francisco de Miranda
Avenida Francisco de Miranda es el nombre que recibe una de las principales arterias viales del Área metropolitana de Caracas al centro norte del país sudamericano de Venezuela. Su recorrido es tan extenso que abarca zonas jurisdicción de dos entidades federales distintas: El Distrito Capital y el Estado Miranda y de tres municipios Libertador, Chacao y Sucre,en un trayecto que se extiende 6860 metros de Chacaito a Petare.Debe su denominación al General Francisco de Miranda, considerado precursor de la independencia venezolana y creador de la bandera nacional.

## Descripción

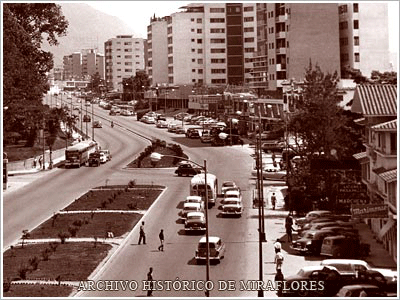
Vista de la Avenida en 1955

Se trata de una vía de transporte que fue construida alrededor de 1954 bajo el gobierno del General Marcos Pérez Jiménez se extiende desde el este del Municipio Libertador (Chacaíto) en el Distrito Capital hasta el sector de Petare en el Municipio Sucre (noroeste del Estado Miranda). Está construida justo sobre donde se ubicaba el antiguo Camino Real de Petare.
Su recorrido comienza cerca de la quebrada Chacaíto y la Avenida José Lazo Martí y la estación del Metro Chacaíto (si bien a nivel de tráfico vehicular su extremo oeste es en la plaza José Martí) y finaliza en la Avenida principal de las Vegas de Petare, cerca de la estación de Metro Petare. En su recorrido se conecta con entre otras: con la Autopista Francisco Fajardo, Avenida Principal de la Urbina, la Avenida Santiago de León de Caracas, la Avenida Sanz, la Avenida Madrid, la Avenida Principal de Boleita, la avenida Principal de Los Cortijos, la Avenida Principal de los Ruices, la Avenida Principal de La Carlota, la Avenida Sucre, la Avenida Rómulo Gallegos, la Avenida de La Floresta, Avenida del Ávila, Avenida sur de Altamira, Avenida Eugenio Mendoza, Avenida Coromoto, Avenida Juan Pablo II, Avenida Libertador, Avenida Guaicaipuro, Avenida Tamanaco, Avenida Los Cortijos, la Avenida del Country Club, Avenida Francisco Solano López, entre otras.
Entre los puntos de interés  se pueden citar: el Country Club de Caracas, el Centro Empresarial Galipán, la Torre Edicampo, la Torre KPMG, Torre Metrolimpo, Recreo La Castellana, la Plaza Altamira, el Hotel Caracas Palace, Mintur, el Parque del Este, Gimnasio Papa Carrilo, el Museo del Transporte Guillermo José Schael, el Banco de Venezuela, edificio de Sudeban, el Centro comercial Los Ruices, el Centro Seguros La Paz, el Centro Comercial Líder, el Unicentro El Marqués, el Instituto Nacional de Transporte Terrestre, las Torres de Petare, el Hospital Ana Francisca Pérez de León, solo por citar algunos.

## Galería

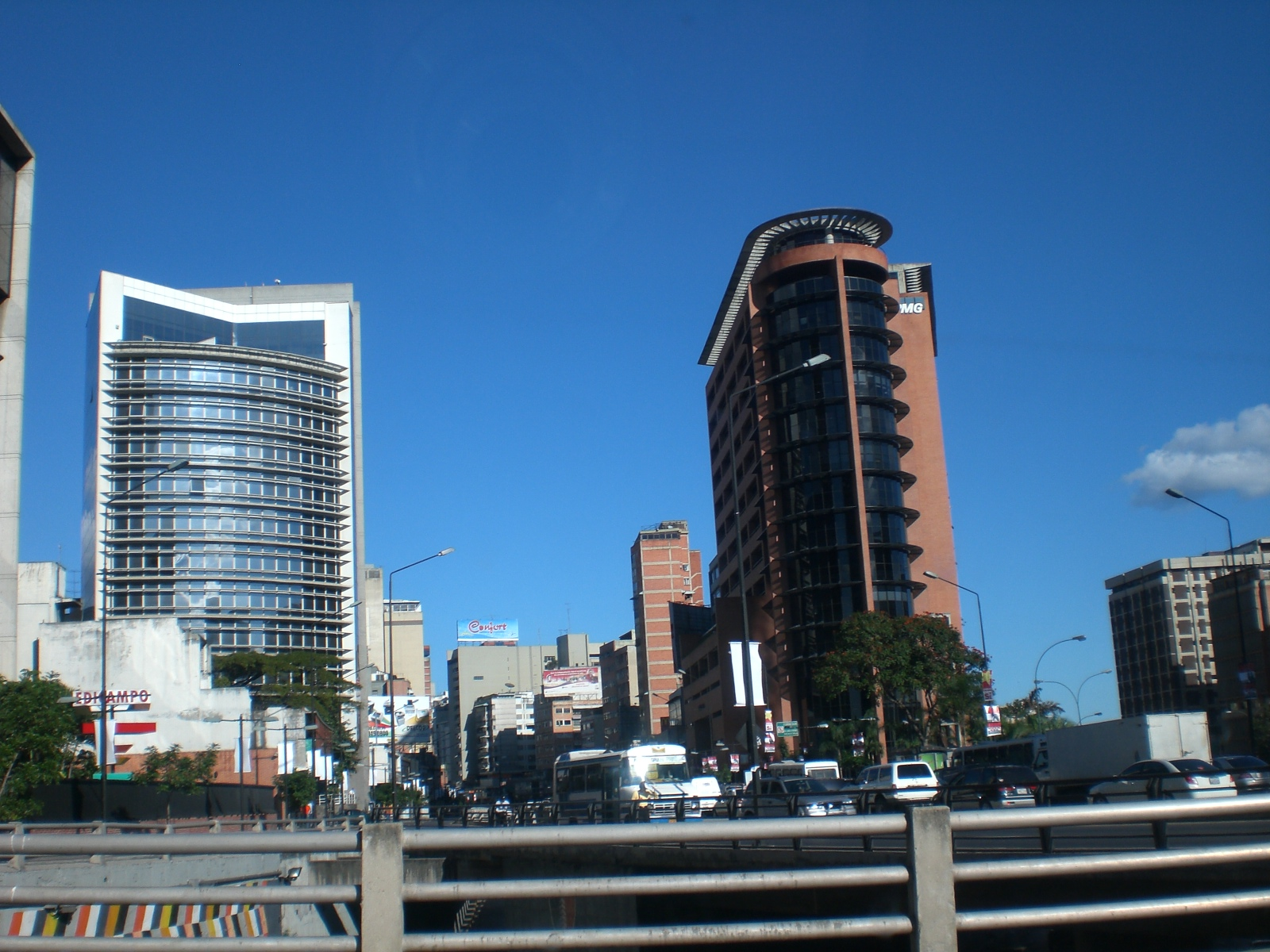
Edificios en la Avenida
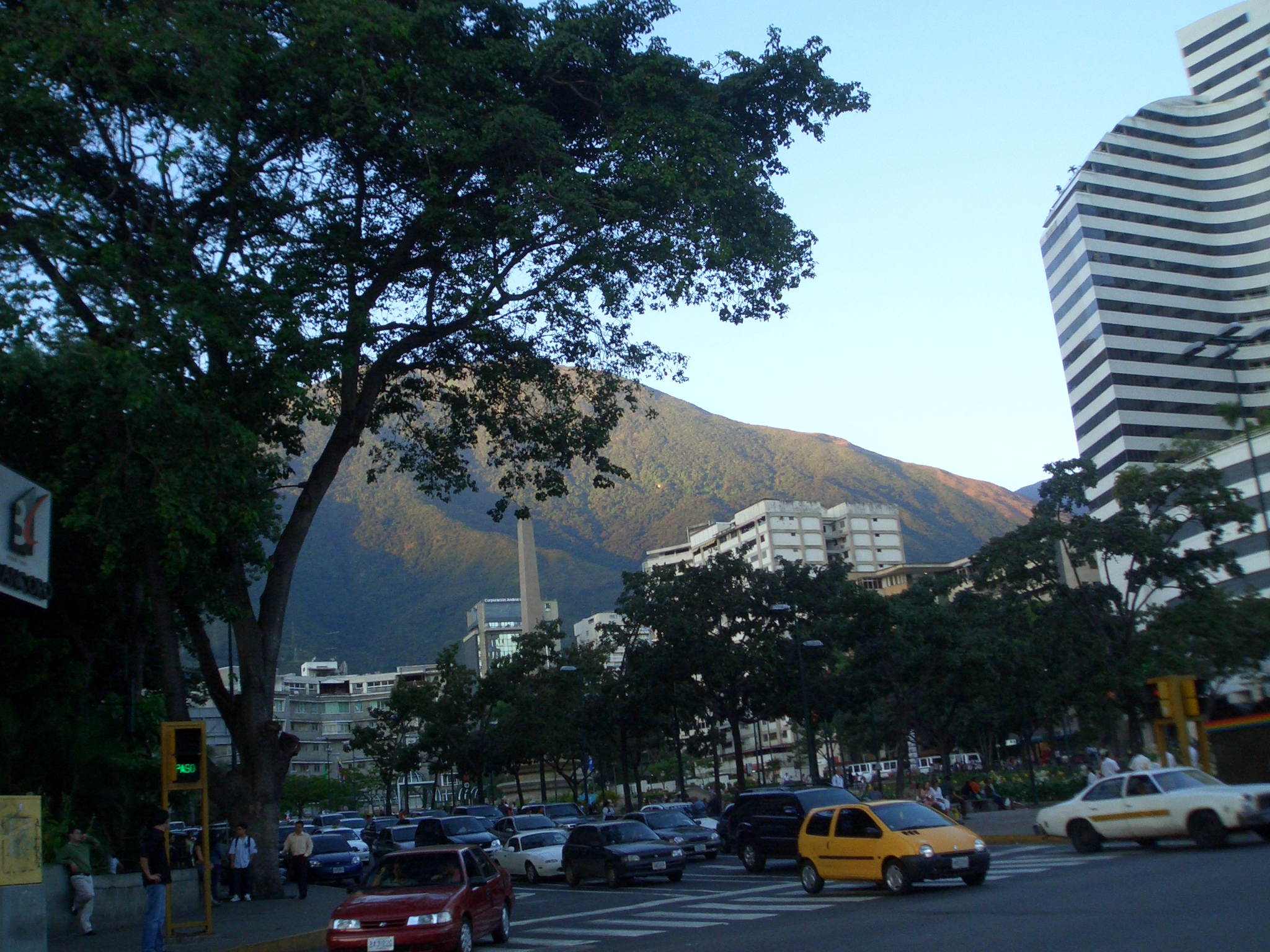
Tráfico de la avenida
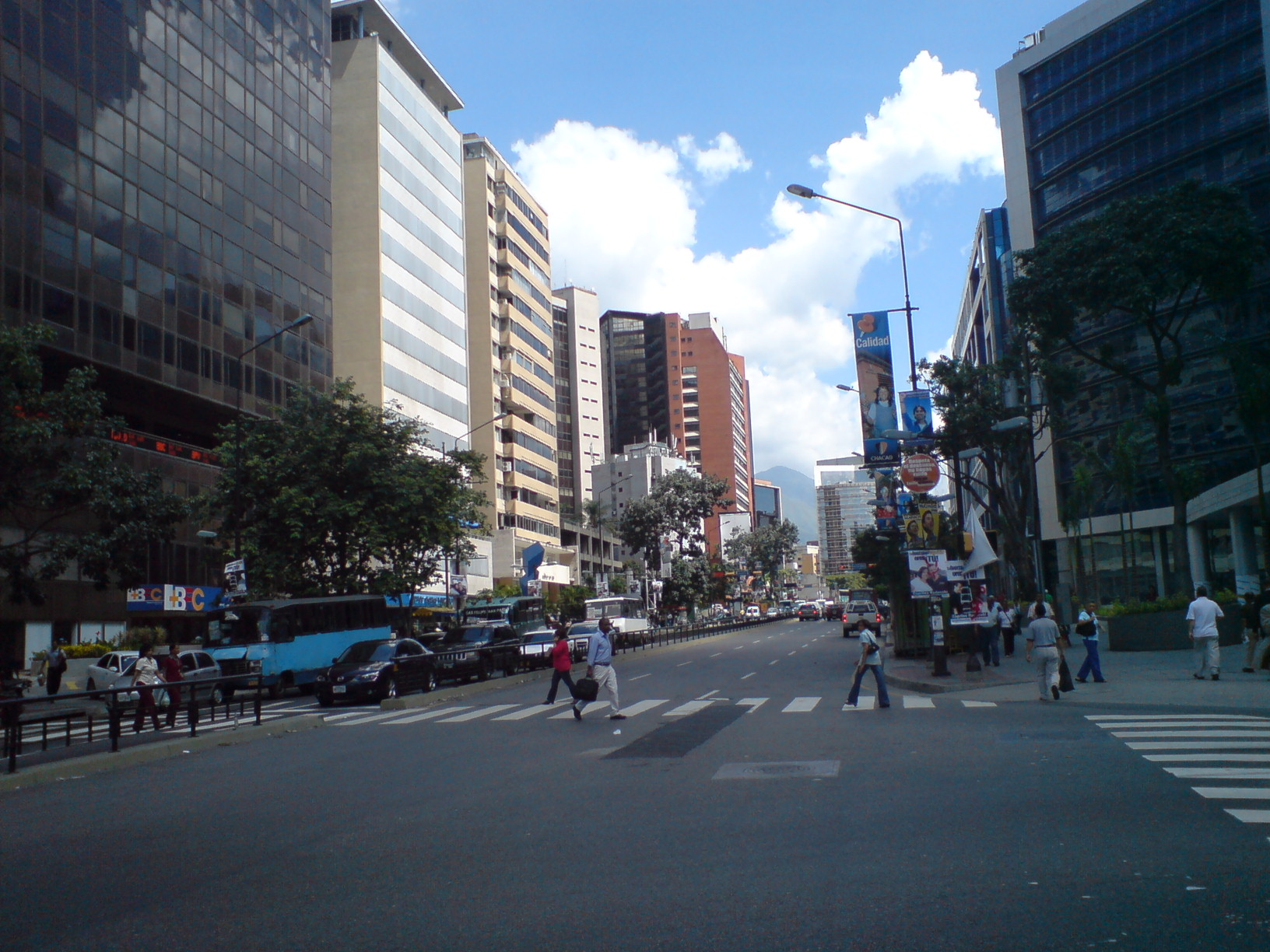
Vista de la llamada Milla de Oro en la Avenida
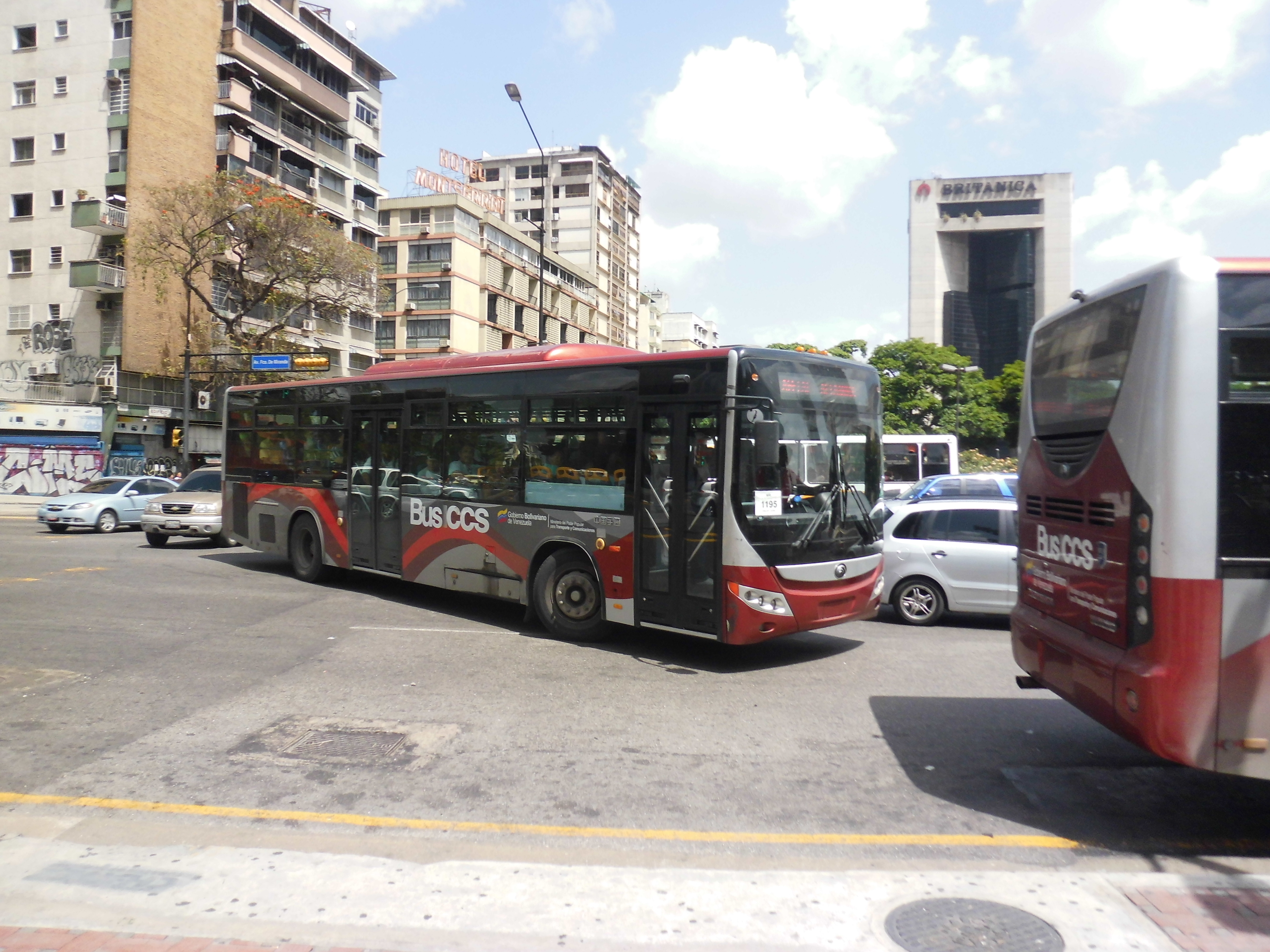
Unidad del Buscaracas en la Avenida